# Puccinia swertiae
Puccinia swertiae är en svampart som först beskrevs av Philipp Maximilian Opiz, och fick sitt nu gällande namn av Georg Winter 1881. Puccinia swertiae ingår i släktet Puccinia och familjen Pucciniaceae.   Inga underarter finns listade i Catalogue of Life.